# دیکی گای
دیکی گای (انگلیسی: Dickie Guy؛ زادهٔ ۶ ژانویهٔ ۱۹۴۹) بازیکن فوتبال اهل بریتانیا است.
از باشگاه‌هایی که در آن بازی کرده‌است می‌توان به باشگاه فوتبال مایدستون یونایتد، باشگاه فوتبال کارشالتون اتلتیک، و باشگاه فوتبال ویمبلدون اشاره کرد.